# Kanton Plouzévédé
Kanton Plouzévédé (fr. Canton de Plouzévédé) je francouzský kanton v departementu Finistère v regionu Bretaň. Skládá se ze šesti obcí.

## Obce kantonu
- Cléder
- Plouvorn
- Plouzévédé
- Saint-Vougay
- Tréflaouénan
- Trézilidé